# Bence Szabó
Bence Szabó (ur. 13 czerwca 1962 w Budapeszcie) – węgierski szermierz, szablista, wielokrotny medalista igrzysk olimpijskich i mistrzostw świata.
Na igrzyskach olimpijskich w Seulu w 1988 roku reprezentacja Węgier w składzie: György Nébald, Bence Szabó, Imre Bujdosó, Imre Gedővári i László Csongrádi zdobyła drużynowo złoty medal. Indywidualnie nie startował. Na rozgrywanych cztery lata później igrzyskach olimpijskich w Barcelonie zwyciężył w rywalizacji indywidualnej, pokonując w finale Włocha Marco Marina 2:0. W zawodach drużynowych razem z Csabą Kövesem, Györgym Nébaldem, Péterem Abayem i Imre Bujdosó wywalczył srebrny medal. Brał również udział w igrzyskach olimpijskich w Atlancie w 1996 roku, wspólnie z Csabą Kövesem i Józsefem Navarrete zdobywając drużynowo kolejny srebrny medal. W zawodach indywidualnych zajął tym razem siedemnaste miejsce.
Podczas mistrzostw świata w Lyonie w 1990 roku razem z Györgym Nébaldem, Csabą Kövesem, Imre Bujdosó i László Csongrádim zdobył srebrny medal w zawodach drużynowych. W konkurencji tej Węgrzy z Szabó w składzie zdobywali następnie złote medale na mistrzostwach świata w Budapeszcie (1991) i mistrzostwach świata w Essen (1993), srebrny na mistrzostwach świata w Atenach (1994) oraz brązowy podczas mistrzostw świata w Hadze (1995). Ponadto na mistrzostwach świata w Essen w 1993 roku zdobył srebrny medal indywidualnie (przegrywając w finale z Rosjaninem Grigorijem Kirijenko), a na mistrzostwach świata w Atenach rok później był trzeci (za Niemcem Felixem Beckerem i Rosjaninem Stanisławem Pozdniakowem). 
W 1991 roku zdobył złote medale indywidualnie i drużynowo na mistrzostwach Europy w Wiedniu. 

## Starty olimpijskie (medale)
Seul 1988
- szabla drużynowo –  złoto

Barcelona 1992
- szabla indywidualnie –  złoto
- szabla drużynowo –  srebro

Atlanta 1996
- szabla drużynowo –  srebro